# Prunus stellipila
Prunus stellipila är en rosväxtart som beskrevs av Emil Bernhard Koehne. Prunus stellipila ingår i släktet prunusar, och familjen rosväxter. Inga underarter finns listade i Catalogue of Life.